# Dekanat Wąbrzeźno
Dekanat Wąbrzeźno – jeden z 24 dekanatów w rzymskokatolickiej diecezji toruńskiej.

## Historia
Od 25 marca 1992 roku dekanat przynależy on do diecezji toruńskiej. Obecny kształt dekanat uzyskał na przełomie 2001 i 2002 roku po reorganizacji struktur diecezjalnych.

## Parafie
Lista parafii (stan z 8 września 2023):
| Lp | Miejscowość / parafia                                   | Proboszcz / administrator       | Zdjęcie |
| -- | ------------------------------------------------------- | ------------------------------- | ------- |
| 1  | Błędowo parafia św. Michała Archanioła                  | ks. kan. Stefan Szajda          |         |
| 2  | Książki parafia Świętej Trójcy                          | ks. Zbigniew Andrzej Żynda      |         |
| 3  | Łopatki parafia św. Marii Magdaleny                     | ks. Artur Jankowski             |         |
| 4  | Nowa Wieś Królewska parafia św. Jana Chrzciciela        | ks. kan. Jarosław Janowski      |         |
| 5  | Osieczek parafia św. Katarzyny Aleksandryjskiej         | ks. kan. Grzegorz Józef Nadolny |         |
| 6  | Płużnica parafia św. Małgorzaty                         | ks. kan. Leszek Sudoł           |         |
| 7  | Ryńsk parafia św. Wawrzyńca                             | ks. Wojciech Jonik              |         |
| 8  | Wąbrzeźno parafia MB Królowej Polski                    | ks. kan. Jacek Dudziński        |         |
| 9  | Wąbrzeźno parafia św. Apostołów Szymona i Judy Tadeusza | ks. kan. Jan Adam Kalinowski    |         |